# Ронин
Ронин (јап. 浪人, букв. 浪 „лутајући“ и 人 „човјек“ - луталица) је назив за самураја без господара у феудалном Јапану. У почетну је назив кориштен за кмета који је напустио или побјегао од свог господара.
У феудалном Јапану ронин је био предмет исмијавања и понижавања, пошто је традиција захтијевала да самураји који су напустили свог господара почине ритуално самоубиство - сепуку. Током Токугава шогуната драматично је порастао број ронина будући да је тада било незаконито самурајима промјенити господара без његовог пристанка. Они ријетки који су имали даимјо титулу, имали су добре услове.
У пренесеном значењу појам ронин се односи на студенте који нису успјели положити примјени испит за факултет на који су се жељели уписати и чекају сљедећи пријемни рок да поново покушају. Понекад се појам ронин користи уопште за особу која није искористила понуђену прилику и која чека нову шансу.